# Triumphgeschrei
Als Triumphgeschrei (engl.: triumph displays) wird in der Ethologie ein Ausdrucksverhalten insbesondere der Gänsevögel bezeichnet. Es handelt sich um eine für die jeweilige Art typische Abfolge von Schnatter-Lauten, die beispielsweise hervorgebracht werden, nachdem ein ins Brutrevier eingedrungener Artgenosse verjagt wurde. Die Bezeichnung Triumphgeschrei wurde durch Oskar Heinroth in die verhaltensbiologische Fachliteratur eingeführt und später von Konrad Lorenz aufgegriffen.
Auch ähnlich klingende Lautäußerungen, die als ritualisierter Abschluss der Paarbildung interpretiert werden, wurden als Triumphgeschrei bezeichnet.
Eine 1965 von Helga Mamblona-Fischer veröffentlichte Studie über das Triumphgeschrei der Graugänse schrieb diesen Lautäußerungen eine noch weiter gehende Funktion zu, nämlich den Zusammenhalt der Paare innerhalb einer größeren Schar zu festigen. Zugleich beschrieb die Autorin eine ritualisierte Bewegungsabfolge, während der das Triumphgeschrei ausgestoßen wird.
2012 kam eine Studie an Zwergpinguinen zu dem Ergebnis, dass die auch bei Pinguinen nach einer innerartlichen Auseinandersetzung als Triumphgeschrei bezeichneten Lautäußerungen der erfolgreichen männlichen Tiere von männlichen Artgenossen – messbar aufgrund einer steigenden Herzschlagfrequenz – als die Bekundung eines „Sieges“ interpretiert werden.

## Belege
1. ↑   Oskar Heinroth: Beiträge zur Biologie, namentlich Ethologie und Psychologie der Anatiden. In: Berichte des V. Int. Ornithologen Kongresses. Berlin 1910, S. 559 ff.
2. ↑  Konrad Lorenz: Vergleichende Bewegungsstudien an Anatiden. In: Journal für Ornithologie. Band 89, Ergänzungsband 3, 1941, S. 194–293. Neudruck in: Konrad Lorenz: Über tierisches und menschliches Verhalten. Gesammelte Abhandlungen, Band II. Piper, München 1965, S. 13–113. ISBN 3-492-01386-4.
3. ↑  Konrad Lorenz: Hier bin ich - wo bist du? Ethologie der Graugans. Piper, München/Zürich 1988, ISBN 349203246X.
4. ↑  Helga Fischer: Das Triumphgeschrei der Graugans (Anser anser). In: Zeitschrift für Tierpsychologie. Band 22, Nr. 3, 1965, S. 247–304, doi:10.1111/j.1439-0310.1965.tb01498.x.
5. ↑   Solveig C. Mouterde et al.: Triumph displays inform eavesdropping little blue penguins of new dominance asymmetries. In: Animal Behaviour. Band 83, Nr. 3, 2012, S. 605–611, doi:10.1016/j.anbehav.2011.11.032.